# Norrsken
Norrsken (Goeksegh) è un singolo del cantante svedese Jon Henrik Fjällgren, pubblicato il 23 febbraio 2019 su etichetta discografica Warner Music Sweden. Il brano è stato scritto dallo stesso interprete con Fredrik Kempe, David Kreuger e Niklas Carson Mattsson.
Con Norrsken Jon Henrik Fjällgren ha partecipato a Melodifestivalen 2019, il processo di selezione per la ricerca del rappresentante eurovisivo svedese, conquistando il 4º posto su 12 partecipanti nella finale del 9 marzo.

## Tracce
Download digitale
1. Norrsken – 3:00

## Classifiche
| Classifica (2019) | Posizione massima |
| ----------------- | ----------------- |
| Svezia            | 7                 |